# Алексєєв Олексій Карпович
Олексі́й Ка́рпович Алексє́єв (нар. 17 квітня 1881, Одеса, Херсонська губернія, Російська імперія — пом. 15 травня 1938, СРСР) —  російський, український радянський палеонтолог.

## Життєпис
Олексій Карпович Алексєєв народився 17 квітня 1881 в українському місті Одеса, що тоді входило до складу Херсонської губернії, Російської імперії. 
У 1908 році з золотою медаллю закінчив Новоросійський  університет, де був залишений для підготовки до професорського.  В 1916 році захистив магістерську дисертацію «Фауна хребетних села Ново-Єлизаветівка». Працював приват-доцентом, доцентом кафедри геології  університету.
У 1920 - 1929 роках обіймав посаду професора в Одеському інституті народної освіти. З 1929 року  був старшим геологом Інституту геології в Ленінграді, читав лекції у Гірничому інституті.
В 1937 році було присуджено науковий ступінь доктора геологомінералогічних наук.
понад 50 праць, присвячених неогеновим і антропогеновим ссавцям Південної України і неогеновим та палеогеновим молюскам України і Приаралля.
Помер 15 травня 1938 року.

## Наукова діяльність
Відкрив і описав нові роди і підроди жираф (Chersonotherium), оленів (Procervus), нові види тюленів, страусів та ін. в міоценових відкладах України. Понад 50 праць  присвячено неогеновим і антропогеновим ссавцям Південної України і неогеновим та палеогеновим молюскам України і Приаралля.

#### Праці
- Геологические исследования реки Большой Куяльник/ А. К. Алексеев// Записки Новороссийского общества естествоиспытателей. – 1911. – Т. 39. – С. 275 - 285.

- Фауна позвоночных д. Ново-Елизаветовки/ А. К. Алексеев. – Одесса: тип. «Техник», 1915. – 453 с.

- Гидрогеологические исследования долины реки Ингульца/ А. К. Алексеев. – Одесса: Изд. Южн. обл. мелиоратив. орг., 1928. – 109 с